# Åraslövs mosse
Åraslövs mosse este o arie protejată (arie specială de conservare — SAC, sit de importanță comunitară — SCI) din Suedia întinsă pe o suprafață de 63,3 ha, integral pe uscat.

## Localizare
Centrul sitului Åraslövs mosse este situat la coordonatele 56°05′18″N 13°57′22″E / 56.0884°N 13.9562°E.

## Înființare
Situl Åraslövs mosse a fost declarat sit de importanță comunitară în ianuarie 1997 pentru a proteja 1 specie de animale. Situl a fost protejat și ca arie specială de conservare în martie 2011.

## Biodiversitate
Situată în ecoregiunea continentală, aria protejată conține 2 habitate naturale: Păduri de stejar sau de stejar și carpen sub-atlantice și medio-europene de Carpinion betuli, Mlaștini alcaline.
La baza desemnării sitului se află o specie protejată de  nevertebrate: Vertigo geyeri.